# Дискретна рекомбінація
Дискретна рекомбінація (Discrete recombination) - це один із видів оператора рекомбінації генетичного алгоритму.
В основному застосовується на хромосомах з дійсними (не двійковими) генами. Основними способами дискретної рекомбінації є власне дискретна рекомбінація, проміжна, лінійна і розширено лінійна рекомбінації.
Дискретна рекомбінація відповідає обміну генами між особинами.

## Приклад дискретної рекомбінації
Для ілюстрації дискретної рекомбінації порівняємо дві особини з трьома генами:
| Особина 1 | 12  | 25 | 7  |
| Особина 2 | 116 | 4  | 34 |

Для створення двох потомків з рівною ймовірністю випадково оберемо номер особини для кожного гена.
| Схема 1 | 2 | 2 | 1 |
| Схема 2 | 1 | 2 | 1 |

Відповідно до схеми створимо потомків:
| Нащадок 1 | 116 | 4 | 7 |
| Нащадок 2 | 12  | 4 | 7 |

Дискретна рекомбінація може застосовуватись для будь-якого типу генів (двійкові, дійсні і символьні).

## Проміжна рекомбінація
Проміжна рекомбінація (Intermediate recombination) може застосовуватись тільки для дійсних змінних, але не до бінарних. У даному методі заздалегідь визначається числовий інтервал значень генів нащадків, який повинен містити значення генів батьків. Нащадки створюються за наступним правилом:
Нащадок = Батько 1 + {\displaystyle \alpha } (Батько 2 - Батько 1),
де множник {\displaystyle \alpha } - випадкове число на відрізку {\displaystyle [-d,1+d],d\geq 0}. Як зазначають прихильники цього методу,  найкращі дані виходять при {\displaystyle d=0,25}. Для кожного гена створюваного нащадка вибирається окремий множник {\displaystyle \alpha }. Розглянемо застосування оператора на прикладі. Нехай два батьки мають такі значення генів:
| Особина 1 | 12  | 25 | 7  |
| Особина 2 | 116 | 4  | 34 |

Випадковим чином оберемо значення {\displaystyle \alpha \in [-0,25;1,25]} для кожного гена обох нащадків:
| Схема 1 | 0,5 | 1,1 | -0,1 |
| Схема 2 | 0,1 | 0,8 | 0,5  |

Обчислимо значення генів нащадків по запропонованій вище формулі:
| Нащадок 1 | 12+0,5(116-12)=64   | 25+1,1(4-25)=1,9 | 7-0,1(34-7)=4,3  |
| Нащадок 2 | 12+0,1(116-12)=22,4 | 25+0,8(4-25)=8,2 | 7+0,8(34-7)=20,5 |

При проміжній рекомбінації виникають значення генів, відмінні від значення генів особин-батьків. Це призводить до виникнення нових особин, пристосованість яких може бути кращою, ніж пристосованість батьків. У літературі такий оператор рекомбінації іноді називається диференціальним схрещуванням.

## Лінійна рекомбінація
Лінійна рекомбінація (Line recombination) відрізняється від проміжної тим, що множник {\displaystyle \alpha } вибирається для кожного нащадка один раз. Розглянемо гени наведених вище батьків. Нехай значення {\displaystyle \alpha } визначається таким чином: 
| Схема 1 | 0,5 |
| Схема 2 | 0,1 |

Тоді гени створених нащадків матимуть наступні значення:
| Нащадок 1 | 12+0,5(116-12)=64   | 25+0,5(4-25)=14,5 | 7-0,5(34-7)=20,5 |
| Нащадок 2 | 12+0,1(116-12)=22,4 | 25+0,1(4-25)=22,9 | 7+0,1(34-7)=9,7  |

Якщо розглядати особини популяції як точки в {\displaystyle k}-мірному просторі, де {\displaystyle k} – кількість генів в одній особині, то можна сказати, що при лінійній рекомбінації точки, які відповідають згенерованим нащадкам, лежать на прямій, заданій двома точками – батьками.